# Leisure Suit Larry III: Passionate Patti in Pursuit of the Pulsating Pectorals
Leisure Suit Larry III: Passionate Patti in Pursuit of the Pulsating Pectorals — третья игра в серии графических квестов Ларри в выходном костюме. Издателем игры стала Sierra On-Line. Игра была выпущена для нескольких платформ: DOS, Atari ST, Amiga и Apple IIGS. Благодаря использованию движка Sierra’s Creative Interpreter (SCI0) графический стиль игры напоминает прошлую часть; также в ней имеется большое количество MIDI-музыки.
В Passionate Patti in Pursuit of the Pulsating Pectorals линейный сюжет второй части заменён на симулятор свиданий из первой игры. По сюжету главный герой серии, Ларри Лафер, недавно разведённый, решает отправиться на тропический курорт, где ищет любовь.

## Геймплей
Место действия — тропический остров Нонтунит (англ. Nontoonyt) из прошлых игр, который превратили в курорт. Как и в городе в Leisure Suit Larry in the Land of the Lounge Lizards, на острове имеется несколько локаций, которые можно исследовать сразу же после начала игры. Управление в игре осуществляется мышью, также для управления движением Ларри используется текстовый парсер.
В разных местах курорта находятся потенциальные любовницы Ларри; при взаимодействии с ними игроку показывают крупный портрет женщины, что также использовалось в более ранних играх. Основной сценарий развития отношений — Ларии разговаривает с женщинами и дарит им подарки (хотя в отличие от первой части приобретение подарков не требует денег).
В Leisure Suit Larry III имеется и второй игровой персонаж, вынесенная в заглавие Страстная Пэтти (англ. Passionate Patti), игрок на недолгое время получает над ней контроль. Геймплей за Пэтти почти не отличается от игры за Ларри, для неё нарисовали несколько сцен «смерти», а при общении со стриптизёром, с которым она встречалась, показывают его портрет крупным планом. При этом процесс игры за Пэтти больше напоминает традиционные приключенческие игры: там есть лабиринт и сбор предметов в мини-играх.

## Сюжет
Действие начинается через 5 лет после окончания событий Leisure Suit Larry Goes Looking for Love (in Several Wrong Places). Остров Нонтунит превратился в курорт, напоминающий Гонолулу. Ларри устроился на высокооплачиваемую работу и живёт в роскошном доме с Калалау, дочерью вождя из прошлой игры. Отец Калалау, вождь Кенееваувау, сменил имя на Президент Кеннет. Через несколько лет Калалау бросает Ларри и уходит от него к другой женщине; через некоторое время он остаётся и без работы. Ларри решает вернуться к свингерству.
Женские персонажи включают загорающую топлес Тони, которая больше интересуется подарками, чем Ларри; танцовщицу Черри Тарт; адвокатессу-лесбиянку Сьюзи, которая занимается юридическими аспектами развода Ларри; инструкторшу по аэробике Бэмби; а также джазовую пианистку Страстную Пэтти, появлявшуюся и в прошлой игре, однако под именем Полиэстеровая Пэтти (англ. Polyester Patty). Попытки Ларри соблазнить их, как и раньше, проваливаются, единственная женщина, которую можно «завоевать» — Пэтти, для этого требуется собрать нужные предметы и верно действовать.
В итоге Ларри и Пэтти проводят ночь вместе, однако Ларри слышит, как засыпающая Пэтти сквозь сон произносит имя своего прошлого партнёра, расстраивается и покидает её. Он выходит на улицу и в итоге теряется в джунглях, после чего игрок начинает контролировать Пэтти: она должна найти Ларри и разрешить недопонимание.
В финале Ларри и Пэтти оказываются в плену у лесбиянок-каннибалов. Пара сбегает, ломая четвёртую стену, и оказывается в штаб-квартире компании Sierra, где им приходится проходить мини-игры, связанные с другими играми студии: Police Quest, Space Quest II: Vohaul’s Revenge и с другими. После этого Ларри и Пэтти находят Роберту Уильямс, которая работает над King’s Quest в сцене из игры King’s Quest IV: The Perils of Rosella; Ларри предлагают место в компании Sierra. Игра заканчивается тем, что Ларри и Пэтти поселились в Калифорнии, и Ларри пишет сценарий компьютерных игр по свои мемуарам.

## Разработка
Sierra решила вернуться к разработке игр для взрослых, которых не выпускала со времён второй части Ларри. Стиль рисовки в Leisure Suit Larry III более похож на карикатурный, как в мультфильмах, в то время как прошлая игра была нарисована более реалистично. Буклет с инструкцией к игре имитирует туристический, а «реклама» в нём служит кодами для отключения защиты от несанкционированного копирования.
Как и в Leisure Suit Larry in the Land of the Lounge Lizards, в начале этой игры появляется несколько вопросов, ответы на которые, по задумке авторов, знают только взрослые. Количество верных ответов определяет «уровень непристойности», обозначаемый цифрами от 1 до 5. Нижний уровень закрывает все обнажённые тела, а высший оставляет их в оригинальном виде. Хотя в игре показывают голых людей, ни одна сцена секса не продемонстрирована. Уровень непристойности определяет используемый по умолчанию эксплетив, хотя игрок может ввести свой.
Последняя часть игры включает множество внутренних шуток, которых традиционно много в играх Sierra. В самом конце Ларри отвлекает программистку Роберту Уильямс, которая «режиссирует» сцену с побегом кита из King’s Quest IV: The Perils of Rosella. Уильямс попала на обложку Softporn Adventure, игры для Apple II 1981 года, послужившей стимулом к созданию серии о Ларри.

## Отзывы
Согласно создателю серии Элу Лоу, каждая из игр серии «Ларри в выходном костюме», включая Leisure Suit Larry III, была продана тиражом более 250 000 копий.
В 1991 году журнал PC Format поместил первые три игры о Ларри в список 50 лучших игр всех времён. Редакторы написали, что игра «незамысловата и содержит фразы с пошлыми намёками, полные игры слов, и фразы с двойным дном, которые обращаются к худшим аспектам человеческой натуры — вам понравится!» В 1994 году PC Gamer назвал Leisure Suit Larry III 37-й в рейтинге лучших игр. В рецензии сказано: «игра очень смешная, в неё можно долго играть, она даже позволяет поэкспериментировать со сменой гендера. Что может быть лучше?».